# 美幌インターチェンジ
美幌インターチェンジ（びほろインターチェンジ）は、北海道網走郡美幌町にある美幌バイパスのインターチェンジ。
美幌市街の混雑緩和や女満別空港から周辺へのアクセス向上を目的に設置されている。

## 歴史
- 2000年（平成12年）11月3日 : 美幌高野交差点（現・美幌高野IC） - 美幌IC間が開通。
- 2005年（平成17年）7月3日 : 美幌IC - 女満別空港IC間が供用開始となり、美幌バイパスが全線開通[2]。

## 周辺
当ICは美幌川と国道39号に架かる美幌大橋の東側に位置している。
- 日本甜菜製糖美幌製糖所
- 美幌駅（JR北海道・石北本線）
- 北海道美幌高等学校
- LIFE IN BIHORO

## 接続する道路
- 直接接続
  - 国道39号
  - 北海道道122号北見端野美幌線

## 隣
E61 美幌バイパス
美幌高野IC - 美幌IC - 女満別空港IC